# Y Equulei
Y Equulei är en halvregelbunden variabel (SRB) i stjärnbilden Lilla hästen.
Stjärnan varierar mellan visuell magnitud +9,9 och 10,7 med en period av 80,48 dygn.